# Randy California
Randy California (nacido Randy Craig Wolfe, Los Ángeles 20 de febrero de 1951 - Hawái 2 de enero de 1997) fue un guitarrista y cantante estadounidense de rock, conocido por ser miembro fundador y líder del grupo Spirit.

## Biografía
Randy California nació en el seno de una familia con inclinaciones musicales. 
En 1966, su madre y su padrastro se mudan a Nueva York, llevando al joven Randy de 15 años con ellos. Su padrastro, Ed Cassidy, era baterista profesional de jazz, y sería miembro cofundador y parte fundamental del futuro Spirit, a pesar de ser 27 años mayor que Randy.
En Nueva York, California conoce a Jimi Hendrix en la famosa tienda de instrumentos musicales "Manny's", ambos son parte durante un corto espacio de tiempo del conjunto The Blue Flames, antes de que Hendrix se mudara a Londres y saltara a la popularidad como estrella del rock psicodélico con The Jimi Hendrix Experience; el mote "California" se lo puso el propio Hendrix, para diferenciarlo de otro Randy que había en The Blue Flames, a quien llamaba "Randy Texas".
Al año siguiente (1967) forma lo que sería Spirit, junto a su padrastro, Jay Ferguson, Mark Andes y John Locke, la banda se llamaba originalmente Red Roosters (Gallos Rojos), aunque enseguida cambiaron a Spirits Rebellious, y finalmente a Spirit a secas, grabando un primer LP que fue lanzado por el sello Ode Records.
Luego de varios álbumes editados con Spirit, California se retira de la banda, en 1972, grabando un disco como solista y mudándose a Hawái, no obstante retorna a Norteamérica a instancias de su padrastro, quien lo insta a proseguir con el proyecto Spirit.
La banda tiene de este modo una segunda existencia, hasta el año 1979, en que Randy decide alejarse una vez más, abocándose a proyectos personales.
Sin embargo en 1982 Spirit vuelve al trabajo con su formación original, grabando un nuevo álbum. 
Tras este retorno el grupo seguiría en actividad, aunque contando a Randy California y Ed Cassidy como únicos miembros estables, hasta el 2 de enero de 1997, fecha en que California muere en Molokai, Hawái, a los 45 años, ahogándose en un accidente en la playa mientras hacía surf con su hijo.

## Discografía en solitario
Randy California editó en vida cuatro álbumes como solista, alternando su carrera solo, con su participación en Spirit a lo largo de los años
- Kapt. Kopter and the (Fabulous) Twirly Birds (1972)
- Euro-American (1982)
- Restless (1985)
- Shattered Dreams (1986)